# Brighton Community Stadium
Falmer Estadi, també conegut com a American Express Community Stadium, Brighton Community Stadium o The Amex, és un estadi de futbol i rugbi situat a prop de Falmer dins de Brighton i Hove, seu dels partits com a equip local del Brighton & Hove Albion F.C. L'estadi es va acabar de construir el 31 de maig de 2011. El primer partit disputat a l'estadi fou la final de la Sussex Cup Sènior entre Brighton i Eastbourne Burg de la temporada 2010-11, partit que es va jugar el 16 de juliol de 2011.
 Durant els mesos de setembre i octubre de 2015, l'estadi serà seu de la Copa del Món de Rugbi de 2015. També ha estat seu de partits de la selecció d'Anglaterra sub20 de rugbi contra França i del Torneig de les Sis Nacions sub-20.

## Història

### Plans
Els plans per a construir l'estadi foren ideats per Brighton & Hove Albion després que l'antic estadi del club, el Goldstone Ground, fos venut.
Aleshores, el club va patir un exili que el va portar primer a jugar a Kent i posteriorment tornar a Brighton per jugar al Withdean Stadium, estadi que anava complint els requeriments de les categories on jugava el club, tenint en compte que en aquesta etapa el Brighton & Hove Albion va aconseguir ascendir a primera divisió el 2002, després de dos promocions successives.
La ubicació de l'estadi a Falmer fou identificada durant la temporada 1998–99 i es calculava que l'estadi estaria llest a principis de l'any 2000. Tanmateix, els endarreriments relacionats amb problemes burocràtics i administratius suposarien que el club no podria debutar en el seu nou estadi fins a l'agost de 2011, una dècada després.
L'estadi també està sent utilitzat com a escenari de música amb actuacions d'artistes internacionals com Fatboy Slim a principis de juny de 2012.

### Construcció

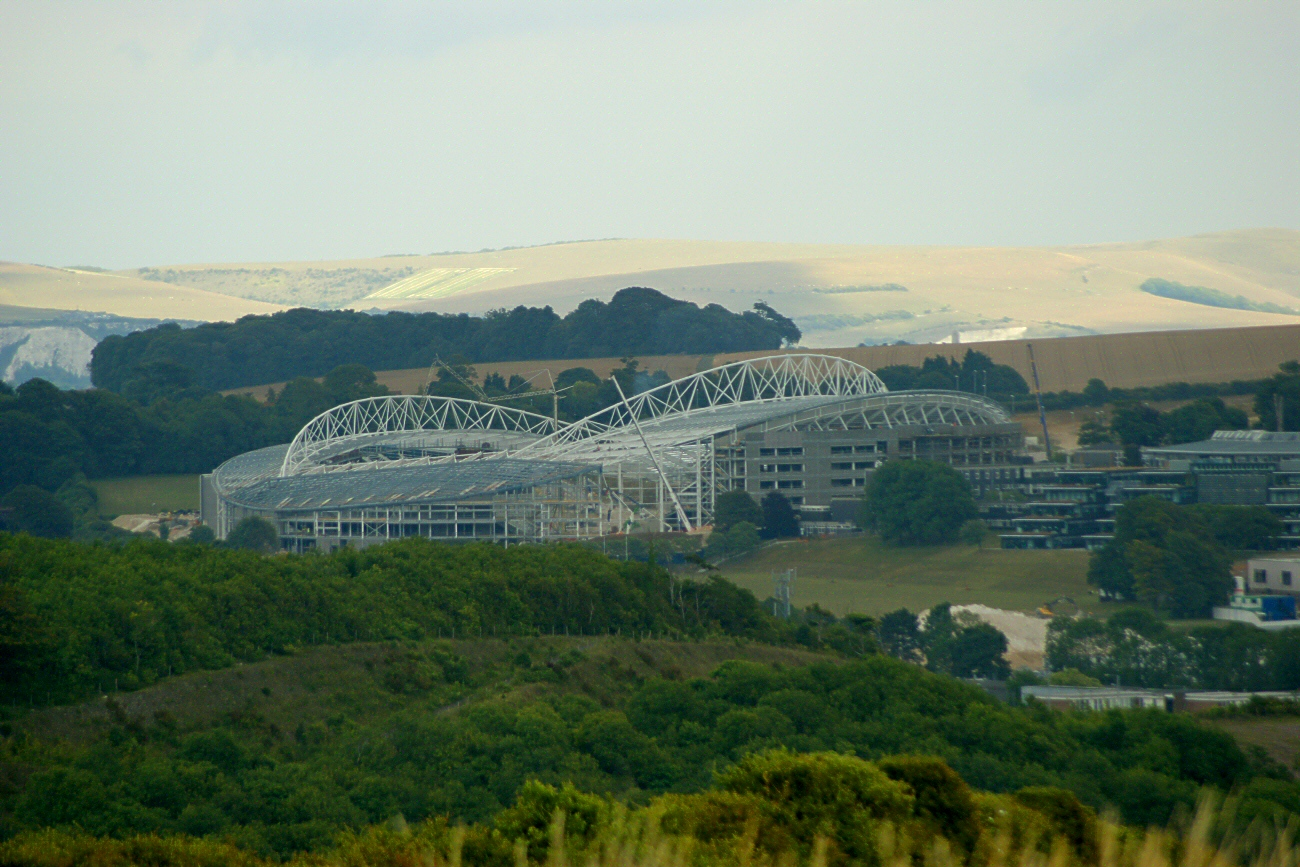
Falmer En construcció dins juliol 2010

El 27 de novembre de 2008 el Buckingham Group va signar el contracte de construcció del nou estadi i va començar les obres de preparació del terreny el 17 de desembre d'aquell any i va acabar al maig de 2011. L'estadi fou dissenyat amb possibilitats d'expansió, dissenyant els per augmentar la capacitat si era necessari. Fou dissenyat pels arquitectes amb seu a Londres, KSS. Finalment, la capacitat de l'estadi es va ampliar amb un nivell de seients addicionals que s'instal·la per sobre de l'ala de l'est el que defineix la seva capacitat amb vora 30.000 seients. L'acord amb l'empresa American Express Europa, Brighton i el principal empresari del sector privat de Hove, van suposar que l'estadi es rebategés com American Express Community Stadium 

### Inauguració

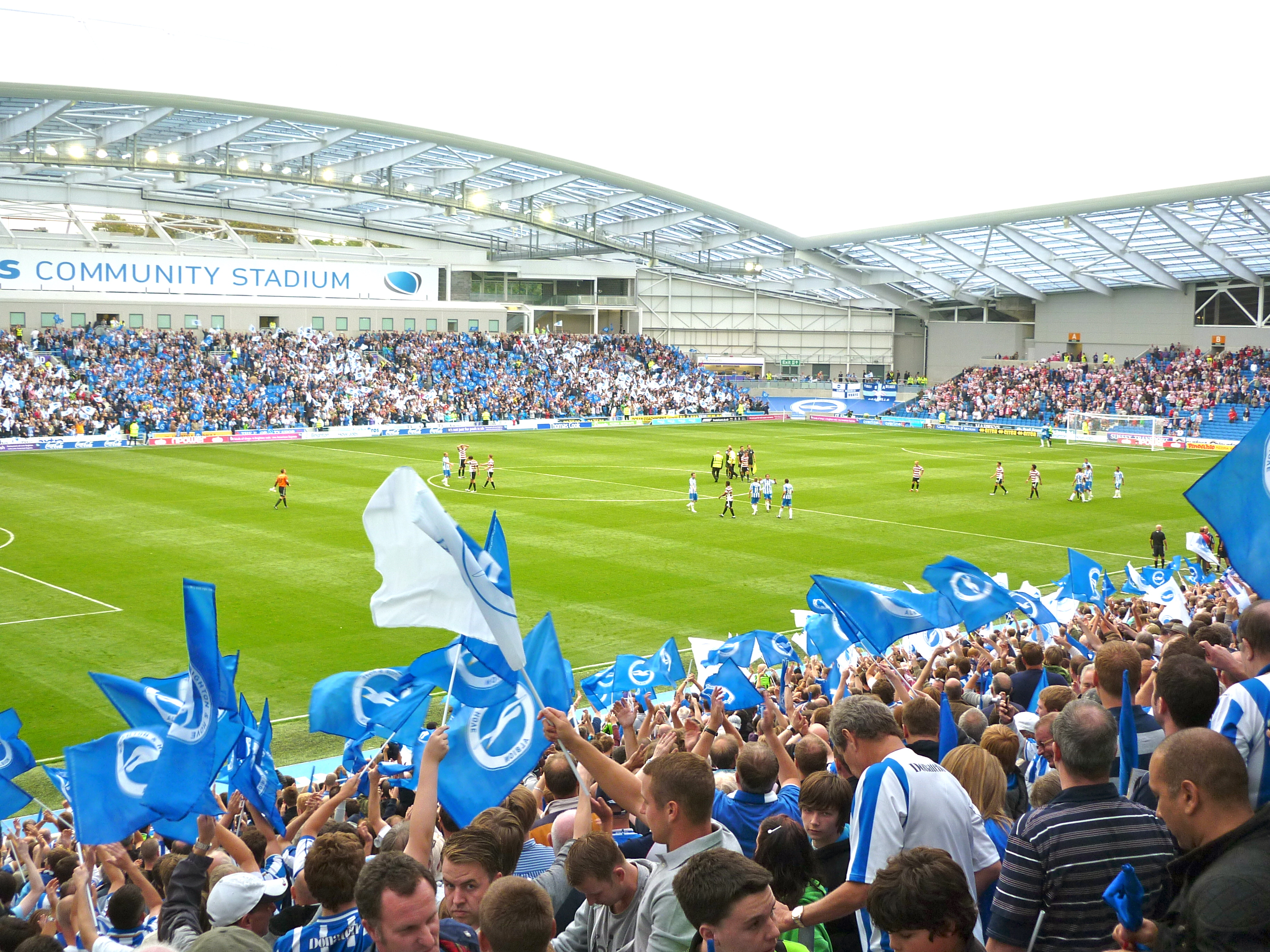
Instants previs al primer partit de lliga jugat al Falmer Stadium

L'estadi es va inaugurar oficialment el 30 de juliol de 2011, amb un partit amistós entre Tottenham Hotspur i el conjunt local, amb victòria dels londinencs per 3-2. El primer partit oficial es va jugar el 6 d'agost de 2011, quan el Doncaster Rovers va derrotar el Brighton per 2-1. L'estadi va establir el seu primer rècord d'assistència amb 21.897 espectadors contra el Liverpool FC. També van ser els primers visitants a guanyar en un partit oficial a l'estadi, superant al Brighton per 2-1 en una eliminatòria de la Copa de la Lliga. El 2 de gener de 2012, el Brighton & Hove Albion va presentar una sol·licitud al Brighton & Hove City Council's per augmentar la capacitat de l'estadi en 8.000 seients, així com afegir un seguit d'instal·lacions. Això va ser concedit per unanimitat el 25 d'abril de 2012. L'estadi es va ampliar a 27.250 espectadors per l'inici de la temporada 2012-13, 27.750 al desembre de 2012 i en 30.750 per al final de la temporada 2012-13.

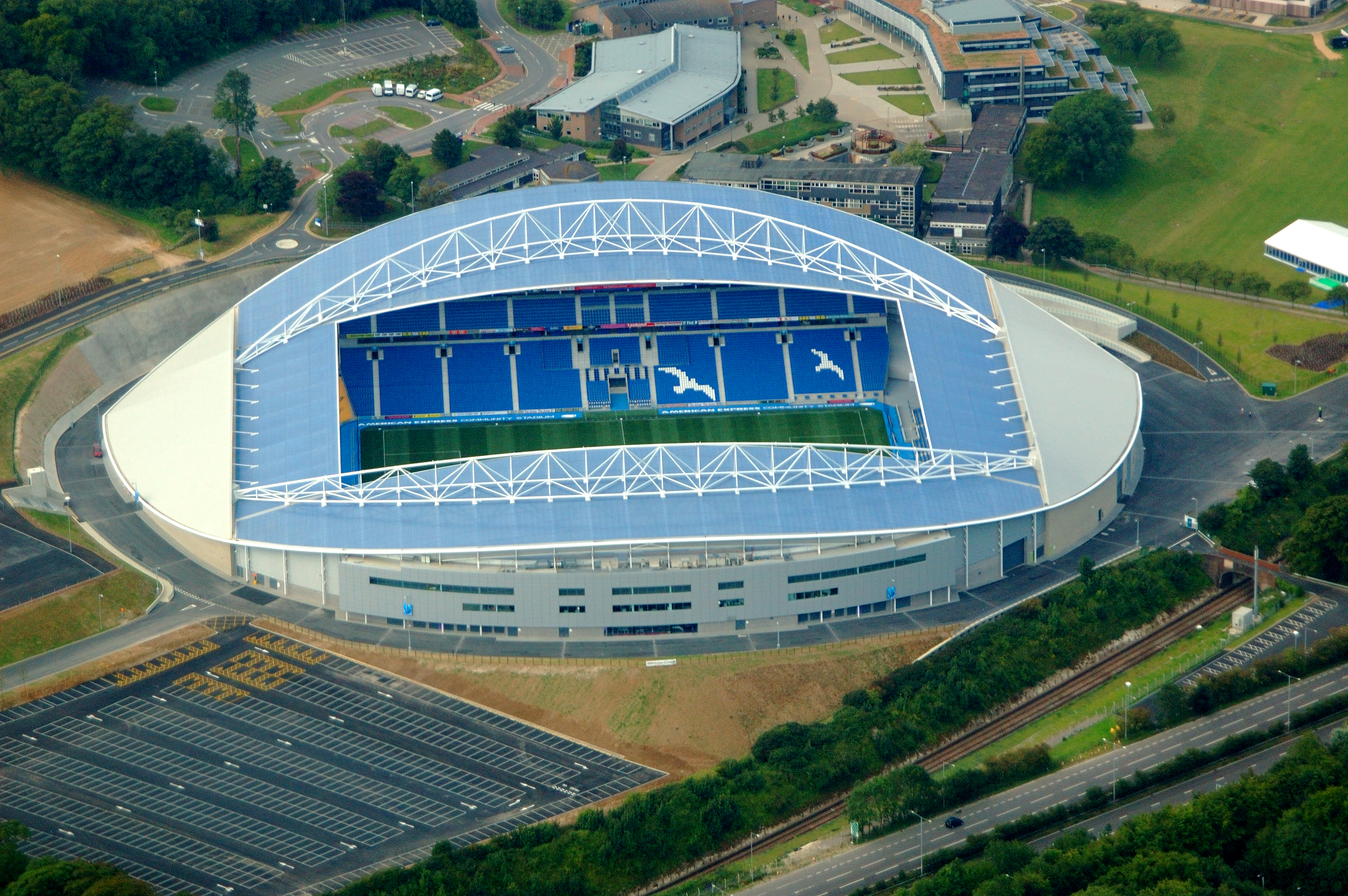
L'Estadi des de l'aire.

Un nou rècord d'assistència es va establir el 15 de desembre de 2012, quan 26.684 van veure en directe l'empat a 0 gols entre el Brighton i el Nottingham Forest. Aquesta assistència rècord fou superada el 26 de gener de 2013, quan 27.113 van assistir a la derrota per 3-2 del Brighton enfront l'Arsenal FC en la quarta ronda de la FA Cup. Aquest rècord tan sols va durar dos mesos quan 28.499 persones van veure com el Brighton vencia al Crystal Palace per 3-0 el 17 de març de 2013. Tampoc duraria massa el rècord, ja que el 4 de maig de 2013, en l'últim partit de lliga de la temporada contra el Wolverhampton Wanderers, 30.003 van assistir al partit. Aquesta xifra fou novament superada el 25 de gener de 2015, quan l'Arsenal FC va tornar a visitar l'estadi en una quarta ronda de la FA Cup guanyant de nou per 3-2, amb una assistència de 30.278.

### Copa del món de Rugbi de 2015
Fou una de les seus de la Copa del món de Rugbi de 2015:
| 19 setembre 2015 | Sud-àfrica | - | Japó         |
| 20 setembre 2015 | Samoa      | - | Estats Units |

## Mitjana d'assistència
| Temporada | Mitjana Temporada | Assistència més alta | Assistència més baixa |
| --------- | ----------------- | -------------------- | --------------------- |
| 2011–12   | 20,028            | 20,968               | 18,412                |
| 2012–13   | 25,705            | 30,003               | 21,740                |
| 2013–14   | 27,283            | 29,093               | 25,725                |

## Traçat
La tribuna oest és la més gran amb capacitat per a 11.833 aficionats, incloent 14 llotges de luxe. La tribuna est (que inclou la zona familiar) té capacitat per 5.404 fans, amb un 10% reservat per l'afició visitant en els partits de copa. La zona nord té 2.688 seients i la sud conté 2.575 seients.
A més dels partits de futbol, l'estadi també està dissenyat per a altres esports com el rugbi i l'hoquei herba, i concerts de música, conferències i exposicions. Punts de venda de begudes de l'estadi ofereixen cerveses de dues cerveseries locals, Harveys i Dark Star, dues organitzacions que van donar suport al club en el projecte de creació de l'estadi. L'estadi també incorpora una sala de banquets i conferències, una escola infantil i llar d'infants i 720 metres quadrats d'espai per a l'ensenyament de la University of Brighton, 1.200 metres quadrats d'espai d'oficines, la botiga del club per les entrades i mercaderies i sobre ella un bar amb capacitat per 200 persones anomenat Bar de Dick, en referència al president vitalici del club, Dick Knight.

## Transport
L'estadi està a prop de la A27 Brighton by-pass, vinculant-la amb direcció nord a l'autopista A23 i M23 cap a Londres i cap al sud fins al A270 i el centre de la ciutat. Hi ha un aparcament de prepagament disponible per a 2.000 cotxes a la University of Sussex i a la Falmer Academy. El club habilita diversos serveis d'aparcaments dissuasius a l'estadi. Un d'ells és en el camí del molí situat a la A23 / A27 intersecció, que té 500 cotxes. Una altra és al Hipòdrom de Brighton, amb una capacitat aproximada de 700 cotxes. El tercer lloc és a la Mithras House (Brighton University) a la carretera de Lewes, amb capacitat per 300 cotxes.

## Premis
El maig de 2012 l'estadi va guanyar el Premi Stadium Business Awards.